# Río Huelmos
El río Huelmos es un curso de agua del interior de la península ibérica. Discurre por la provincia de Salamanca.

## Curso
El río, que discurre por la provincia española de Salamanca, nace entre los lugares de Mora de la Sierra y Malpartida. Un pequeño arroyo en el origen, toma la dirección nordeste y pasa por entre los lugares de Casasolilla y Carneruelo. El curso de agua, que enriquece su caudal con las aguas de otros ramblizos, llega primero a Villalba de los Llanos y a Maza después, donde toma ese nombre. Acaba desaguando en el río Matilla aguas abajo de Linejo, ya en el municipio de Matilla de los Caños del Río.
Hacia mediados del siglo XIX, las aguas el río, en las que por entonces se pescaban peces tildados de sabrosos, se usaban para regar tierras y también para dar impulso a molinos harineros. Aparece descrito en el noveno volumen del Diccionario geográfico-estadístico-histórico de España y sus posesiones de Ultramar de Pascual Madoz con las siguientes palabras:

HUELMOS: r. que nace en la prov. de Salamanca, part. jud. de Sequeros entre la alq. de Mora de la Sierra y Malpartida, del térm. jurisd. de Narros de Matalayegua. En su origen es un pequeño arroyo que tomando la direccion NE: por entre las alq. de Casasolilla y Carnerezuelo, va enriqueciendo su caudal con las aguas de otros ramblizos que le afluyen hasta Villalba de los Llanos, part. jud. de Salamanca, en donde se presenta mas caudaloso; de aqui siguiendo con la misma inclinacion del NE., llega á Maza, en donde pierde su ant. nombre y toma el de este pueblo; continuando mas al N. se confunde á poco con el Matilla por mas abajo de la alq. de Linejo, del térm. jurisd. de Matilla de los Caños. En su curso se aprovechan parte de sus aguas en el riego de algunos trozos de tierra, y en el invierno especialmente dan impulso á algunos molinos harineros; cria peces no muy grandes pero sí muy sabrosos.
(Madoz, 1847, pp. 260-261)